# Pirimiphos-methyl
Pirimiphos-methyl ist eine chemische Verbindung aus der Gruppe der Thiophosphorsäureester.

## Gewinnung und Darstellung
Pirimiphos-methyl kann durch Reaktion von N,N-Diethylguanidin mit Acetessigester und Reaktion des entstandenen Zwischenproduktes mit O,O-Dimethylphosphorchlorthioat gewonnen werden.

## Eigenschaften
Pirimiphos-methyl ist eine Flüssigkeit, die praktisch unlöslich in Wasser ist. Pirimiphos-methyl ist mit einer Halbwertszeit von 39 Tagen im Boden moderat persistent, wird jedoch unter Einfluss von UV-Licht schnell abgebaut (Halbwertszeit von 0,2 Tagen).

## Verwendung
Pirimiphos-methyl wird als Wirkstoff in Pflanzenschutzmitteln verwendet. Es ist ein Nachernte-Insektizid, das in den USA bei eingelagertem Mais, Hirse und Saatgut verwendet wird. Es dient zur Bekämpfung verschiedener Insekten wie Wollläusen und Fliegen (bei Rindern) und Zigarettenkäfern, Reismehlkäfern, Leistenkopfplattkäfern, Motten (auf Mais und Getreide) und anderen. Das chemisch verwandte Ethyl-derivat (Pirimiphos-ethyl) wird ebenfalls als Insektizid eingesetzt. Pirimiphos-methyl wurde in den USA 1978 als Insektizid zugelassen und im Jahr 2006 wurden etwa 12.000 pounds (5,4 t) verwendet. Es wirkt durch Hemmung der Acetylcholinesterase.

## Zulassung
Pirimiphos-methyl wurde 2007 in der Europäischen Union als Insektizid für Anwendungen an eingelagertem Erntegut zugelassen.
Weder in Deutschland noch in Österreich oder der Schweiz sind Pflanzenschutzmittel mit diesem Wirkstoff zugelassen.